# Aliona Bolsovová
Aliona Bolsovová Zadoinovová (rusky: Алёна Вадимовна Большова-Задойнова, Aljona Vadimovna Bolšova-Zadojnova, * 6. listopadu 1997 Kišiněv) je španělská profesionální tenistka, která do zisku španělského občanství v roce 2013 reprezentovala rodné Moldavsko. Ve své dosavadní kariéře na okruhu WTA Tour nevyhrála žádný turnaj. Pět deblových trofejí získala v sérii WTA 125. V rámci okruhu ITF získala sedm titulů ve dvouhře a dvanáct ve čtyřhře.
Na žebříčku WTA byla ve dvouhře nejvýše klasifikována v červenci 2019 na 88. místě a ve čtyřhře v prosinci 2022 na 54. místě. Na juniorském kombinovaném žebříčku ITF figurovala nejvýše v květnu 2014 na 4. místě. Trénují ji Ana Alcázarová a Lourdes Domínguezová Linová.
Ve španělském týmu Billie Jean King Cupu debutovala v roce 2015 buenosaireskou baráží 2. světové skupiny proti Argentině, v níž vyhrála s Medinaovou Garriguesovou závěrečnou čtyřhru. Španělky zvítězily 4:0 na zápasy. Do září 2022 v soutěži nastoupila ke čtyřem mezistátnímu utkání s bilancí 0–0 ve dvouhře a 3–1 ve čtyřhře.

## Soukromý život
Narodila se roku 1997 v moldavské metropoli Kišiněvě jako nejstarší potomek do sportovně založené rodiny, sovětských atletů, kteří po rozpadu Sovětského svazu reprezentovali Moldavsko. Otec Vadim Zadojnov se jako překážkář na 400 metrů účastnil mezinárodních soutěží. V letech 1992, 1996 a 2000 startoval na letních olympijských hrách. Matka Olga Bolșovová se věnovala skoku do výšky a v závěru kariéry také trojskoku. Letní olympiády se zúčastnila čtyřikrát v letech 1992, 1996, 2000 a 2004.

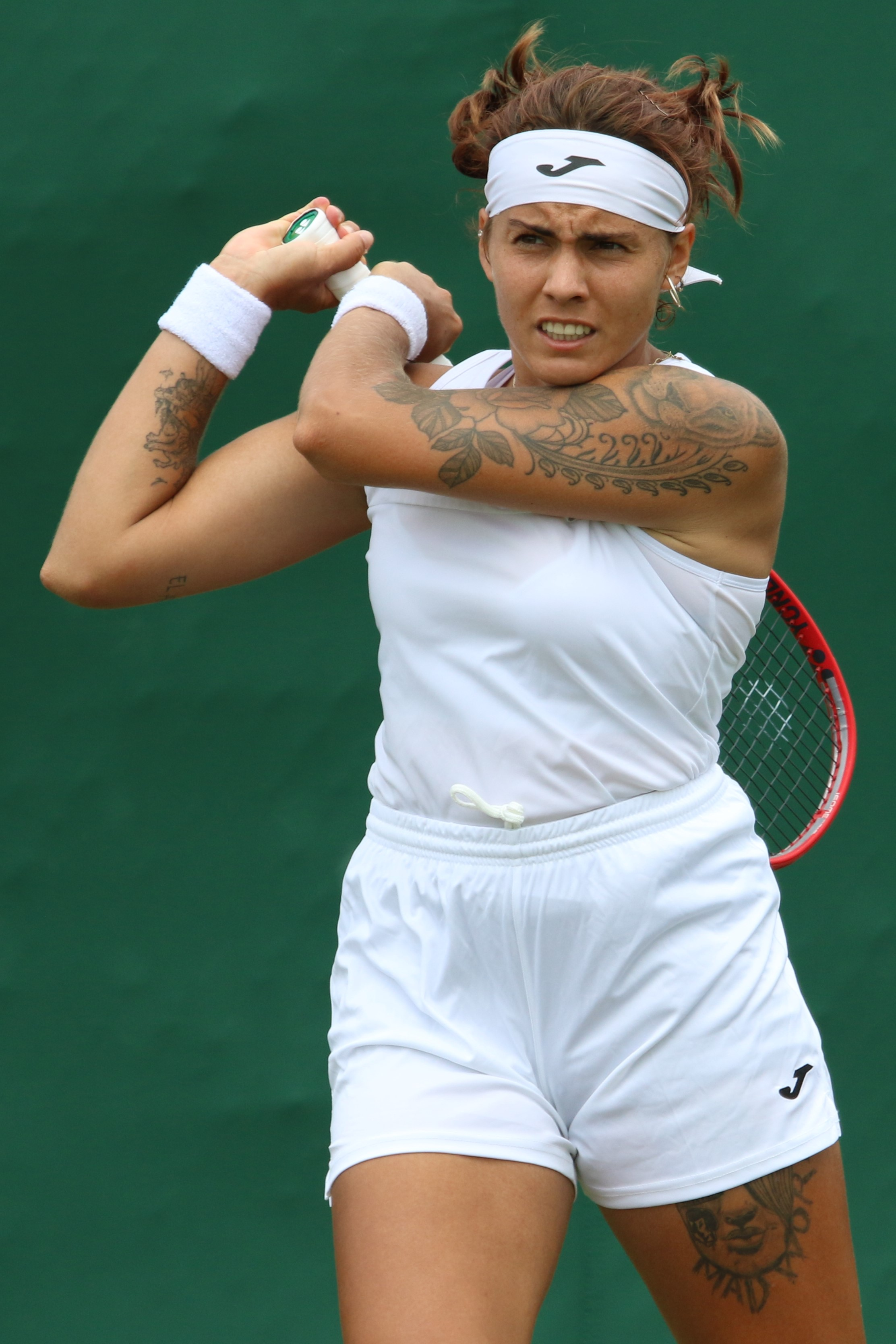
V kvalifikaci Wimbledonu 2023

Ve dvou letech emigrovala s rodiči do Španělska, kteří usilovali o lepší životní podmínky potomků. Rodina se usadila v katalánském Palafrugellu. Pro tenis se rozhodla po zhlédnutí triumfu Šarapovové ve Wimbledonu 2004. Raketu vzala poprvé do ruky v šesti letech. Na střední škole získala jako čtrnáctiletá roční tenisový stipendijní pobyt do floridského Port St. Lucie, kde hrála v Clubu Med Tennis Academy. Následně se vrátila dokončit středoškolské vzdělání do Španělska. Poranění nohy vyžadující operaci si přivodila v roce 2015, ve věku sedmnácti let. V kombinaci s tlakem otce na její výkonnost zvažovala ukončení rozvíjející se tenisové dráhy.
Nový impuls do hry přišel ve Spojených státech, kam odjela studovat vysokou školu. Akademický rok 2016–2017 strávila na Oklahomské státní univerzitě, kde hrála v rámci soutěží NCAA. Za hlavní obor si zvolila módní návrhářství. Zápasová bilance dvouhry činila 31–7 a čtyřhry 25–7. Další rok přestoupila na Florida Atlantic University, kde změnila obor na historii. Na celoamerickém univerzitním žebříčku dvouhry vystoupala na 2. příčku. Bakalářský stupeň nedokončila a po návratu do Španělska začala dálkově studovat historii, geografii a dějiny umění na Universitat Oberta de Catalunya.

## Tenisová kariéra
V rámci hlavních soutěží událostí okruhu ITF debutovala v říjnu 2012, když na turnaj v portugalské Coimbře s dotací 10 tisíc dolarů obdržela divokou kartu. Ve dvouhře i čtyřhře skončila jako poražená finalistka. Premiérový singlový titul v této úrovni tenisu vybojovala v září 2013 na lleidském turnaji s rozpočtem deset tisíc dolarů. Ve finále přehrála Egypťanku Majar Šarífovou, která ji v úvodní sadě uštědřila „kanára“.
Na okruhu WTA Tour debutovala během dubnového Volvo Car Open 2019, probíhajícího na zelené antuce v jihokarolínském Charlestonu. Na úvod dvouhry zdolala americkou kvalifikantku Francescu Di Lorenzovou, což znamenalo první vyhraný zápas. Ve druhém kole ji vyřadila jedenáctá nasazená Američanka Danielle Collinsová ve dvou setech.
Debut v hlavní soutěži nejvyšší grandslamové kategorie přišel v ženském singlu French Open 2019 po zvládnuté tříkolové kvalifikaci. V jejím závěrečném kole přehrála Maďarku Tímeu Babosovou. Singlovou soutěží pak z pozice 137. hráčky žebříčku prošla do čtvrtého kola, když na její raketě postupně dohrály bývalá světová dvojka Věra Zvonarevová, Rumunka Sorana Cîrsteaová a osmapadesátá žena žebříčku Jekatěrina Alexandrovová. V osmifinále však nenašla recept na americkou tenistku Amandu Anisimovovou. Bodový zisk jí zajistil první posun do elitní světové stovky.

## Finále na okruhu WTA Tour
| Legenda                  |
| ------------------------ |
| D – dvouhra; Č – čtyřhra |
| Grand Slam (0)           |
| Turnaj mistryň (0)       |
| WTA 1000 (0)             |
| WTA 500 (0)              |
| WTA 250 (0–1 Č)          |

### Čtyřhra: 1 (0–1)
| Stav       | č. | datum             | turnaj             | povrch | spoluhráčka         | soupeřky ve finále                     | výsledek |
| ---------- | -- | ----------------- | ------------------ | ------ | ------------------- | -------------------------------------- | -------- |
| Finalistka | 1. | 17. července 2021 | Budapešť, Maďarsko | antuka | Tamara Korpatschová | Mihaela Buzărnescuová Fanny Stollárová | 4–6, 4–6 |

## Finále série WTA 125
| Legenda                  |
| ------------------------ |
| D – dvouhra; Č – čtyřhra |
| WTA 125 (5–1 Č)          |

### Čtyřhra: 6 (5–1)
| Stav       | č. | datum       | turnaj                         | povrch | spoluhráčka       | soupeřky ve finále                       | výsledek         |
| ---------- | -- | ----------- | ------------------------------ | ------ | ----------------- | ---------------------------------------- | ---------------- |
| Vítězka    | 1. | červen 2021 | Bol, Chorvatsko                | antuka | Katarzyna Kawaová | Jekatěrine Gorgodzeová Tereza Mihalíková | 6–1, 4–6, [10–6] |
| Vítězka    | 2. | červen 2022 | Valencie, Španělsko            | antuka | Rebeka Masárová   | Alexandra Panovová Arantxa Rusová        | 6–0, 6–3         |
| Vítězka    | 3. | září 2022   | Bukurešť, Rumunsko             | antuka | Andrea Gámizová   | Réka Luca Janiová Panna Udvardyová       | 7–5, 6–3         |
| Vítězka    | 3. | duben 2023  | San Luis, Mexiko               | antuka | Andrea Gámizová   | Oxana Kalašnikovová Katarzyna Piterová   | 7–6(7–5), 6–4    |
| Finalistka | 1. | červen 2023 | La Bisbal d'Empordà, Španělsko | antuka | Rebeka Masárová   | Caroline Dolehideová Diana Šnajderová    | 6–7(5–7), 3–6    |
| Vítězka    | 5. | červen 2023 | Valencie, Španělsko (2)        | antuka | Andrea Gámizová   | Angelina Gabujevová Irina Chromačovová   | 6–4, 4–6, [10–7] |

## Finále na okruhu ITF
| Dotace turnajů okruhu ITF | Dotace turnajů okruhu ITF |
| ------------------------- | ------------------------- |
| 100 000 $ tournaments     | 80 000 $ tournaments      |
| 75 000 $ tournaments      | 60 000 $ tournaments      |
| 50 000 $ tournaments      | 25 000 $ tournaments      |
| 15 000 $ tournaments      | 10 000 $ tournaments      |

### Dvouhra: 16 (7–9)
| Stav       | č. | datum             | turnaj                        | povrch | soupeřka ve finále         | výsledek      |
| ---------- | -- | ----------------- | ----------------------------- | ------ | -------------------------- | ------------- |
| Finalistka | 1. | 29. října 2012    | Coimbra, Portugalsko          | tvrdý  | Kathinka von Deichmannová  | 1–6 3–6       |
| Vítězka    | 1. | 15. září 2013     | Lleida, Španělsko             | antuka | Majar Šarífová             | 0–6, 6–3, 6–2 |
| Vítězka    | 2. | 27. července 2014 | Les Contamines, Francie       | antuka | Tayisiya Mordergerová      | 3–6, 6–3, 6–0 |
| Finalistka | 2. | 9. května 2015    | Pula, Itálie                  | antuka | Bianca Turatiová           | 6–2, 4–6, 5–7 |
| Vítězka    | 3. | 13. června 2015   | Madrid, Španělsko             | antuka | Lucía Cervera Vázquezová   | 7–5, 3–6, 6–4 |
| Vítězka    | 4. | 11. července 2015 | Getxo, Španělsko              | antuka | Corinna Dentoniová         | 6–0, 6–2      |
| Finalistka | 3. | 12. května 2018   | Monzón, Španělsko             | tvrdý  | Katie Swanová              | 2–6, 3–6      |
| Finalistka | 4. | 17. června 2018   | Barcelona, Španělsko          | tvrdý  | Estrella Cabeza Candelaová | 2–6, 3–6      |
| Vítězka    | 5. | 15. července 2018 | Getxo, Španělsko              | tvrdý  | Olga Sáezová Larraová      | 6–0, 6–1      |
| Vítězka    | 6. | 22. července 2018 | Darmstadt, Německo            | antuka | Katharina Gerlachová       | 6–2, 6–1      |
| Finalistka | 5. | září 2018         | Valencie, Španělsko           | antuka | Paula Badosová             | 1–6, 6–4, 2–6 |
| Finalistka | 6. | říjen 2018        | Riba-Roja de Turia, Španělsko | antuka | Marie Benoîtová            | 0–6, 6–7(2–7) |
| Finalistka | 7. | únor 2020         | Káhira, Egypt                 | tvrdý  | Marta Kosťuková            | 1–6, 0–6      |
| Finalistka | 8. | červen 2022       | Denain, Francie               | antuka | Leyre Romero Gormazová     | 4–6, 6–3, 4–6 |
| Vítězka    | 7. | září 2022         | Vrnjačka Banja, Srbsko        | antuka | Nina Potočniková           | 7–5, 6–1      |
| Finalistka | 9. | říjen 2022        | San Sebastián, Španělsko      | antuka | Julia Grabherová           | 3–6, 6–7(3–7) |

### Čtyřhra (12 titulů)
| Č.  | datum              | turnaj                               | povrch | spoluhráčka             | poražené finalistky                                     | výsledek         |
| --- | ------------------ | ------------------------------------ | ------ | ----------------------- | ------------------------------------------------------- | ---------------- |
| 1.  | 14. července 2014  | Knokke, Belgie                       | antuka | Cecilia Costa Melgarová | Justine De Sutterová Sofie Oyenová                      | 4–6, 6–3, [10–4] |
| 2.  | 27. července 2014  | Les Contamines, Francie              | antuka | Carla Toulyová          | Sara Castellanová Chiara Quattroneová                   | 6–1, 6–1         |
| 3.  | 28. září 2014      | Madrid, Španělsko                    | antuka | Olga Sáezová Larrová    | Marta Huqi González Encinasová Estela Pérez Somarribová | 6–1, 6–4         |
| 4.  | 27. října 2014     | Benicarló, Španělsko                 | antuka | Andrea Gámizová         | Alexandra Nancarrowová Inés Ferrer Suárezová            | 6–2, 6–3         |
| 5.  | 10. listopadu 2014 | Castellon, Španělsko                 | antuka | Andrea Gámizová         | Federica Arcidiaconová Martina Spigarelliová            | 6–1, 6–2         |
| 6.  | 9. května 2015     | Pula, Itálie                         | antuka | Priscilla Honová        | Cristina Bucșová Eva Guerrero Álvarezová                | 6–0, 6–3         |
| 8.  | 31. srpna 2015     | Barcelona, Španělsko                 | antuka | Gaia Sanesiová          | Estrella Cabeza Candelaová Oleksandra Korašviliová      | 6–3, 6–4         |
| 8.  | 14. října 2018     | Riba Roja de Turia, Španělsko        | antuka | Despina Papamichailová  | Marina Bassolsová Angela Fitová                         | 6−2, 6−2         |
| 9.  | září 2021          | Valencie, Španělsko                  | antuka | Andrea Gámizová         | Jekatěrine Gorgodzeová Laura Pigossiová                 | 6–3, 6–4         |
| 10. | červenec 2022      | Amstelveen, Nizozemsko               | antuka | Guiomar Maristanyová    | Michaela Bayerlová Aneta Laboutková                     | 6–2, 6–2         |
| 11. | říjen 2022         | San Sebastián, Španělsko             | antuka | Katarina Zavacká        | Ángela Fita Boludová Guiomar Maristanyová               | 1–2skreč         |
| 12. | říjen 2022         | Les Franqueses del Vallès, Španělsko | tvrdý  | Rebeka Masárová         | Misaki Doiová Beatrice Gumulyaová                       | 7–5, 1–6, [10–3] |